# 사카모토 마아야
사카모토 마아야(일본어: 坂本真綾, 1967년 4월 30일 ~ )는 일본의 여자 도쿄도 이타바시구 출신의 가수, 성우, 배우이다. JVC 엔터테인먼트 네트워크 소속이다. 애칭은 마야(マーヤ) 혹은 마야야(まやや) 2011년 8월 8일 동료 성우인 스즈무라 켄이치와 결혼했다.

## 출연
굵은 글씨는 주인공 또는 메인캐릭터

### TV 애니메이션
1996년
- 천공의 에스카플로네(칸자키 히토미)
- 수색시대(쿠가야마 나츠미)

1998년
- 나이트 워커(야마자키 리호)
- 카우보이 비밥(스텔라 보나로)
- 엘하자드 2기(콰우루 타우라스)
- 로도스도 전기(리프)

1999년
- 리스키&세이프티(카츠라기 모에)
- 메다로트(준마이 카린)

2001년
- 코코로 도서관(슈네, 슈리)
- 진 샤프트(베아트리체 라티오)
- 학교괴담(와타나베 미유키)

2002년
- 라제폰 (미시마 레이카/하루카)
- 카논 (아마노 미시오)
- 꼬마공주 유시(아리에스)

2003년
- WOLF'S RAIN(하모나)

2004년
- 기동전사 건담 SEED DESTINY(루나마리아 호크/마유 아스카)
- 공각기동대 STAND ALONE COMPLEX(꼬마 모토코)
- 스타워즈 클론전쟁（파드메 아미달라）

2005년
- 츠바사 크로니클 (토모요 공주)
- 충사(25편 아마네)

2006년
- 나루토 (마츠리)
- 오란고교 호스트부 (후지오카 하루히)
- 카논 리메이크 (아마노 미시오)
- 빈곤자매 이야기 (야마다 쿄우)

2007년
- 나루토 -질풍전- (마츠리)
- 데스노트 (타카다 키요미)

2008년
- 무한의 주인 (마치)
- 뱀부 블레이드 (스즈키 린)
- 소울 이터 (크로나)
- 월드 디스트럭션 (몰테 아셰라)
- 철완 버디 DECODE (나카스기 사야카)
- GUNSLINGER GIRL -IL TEATRINO-(엘리자베타)
- 흑집사(시엘 팬텀하이브)

2009년
- 스타워즈 클론 전쟁（파드메 아미달라）
- 철완 버디 DECODE:02（나카스기 사야카）
- 카난（알파르드）

2010년
- 아라카와 언더 더 브릿지 (니노)
- 아라카와 언더 더 브릿지 2기 (니노)
- 다다미 넉장 반 세계일주 (아카시)
- 흑집사 2기 (시엘 팬텀하이브)
- 스타 드라이버 빛의 다쿠토 (엔도 사리나)

2012년
- 니세모노가타리 (오시노 시노부)

2013년
- 모노가타리 세컨드시즌 (오시노 시노부)
- 키즈모노가타리 (키스 숏 아세라리온 하트언더블레이드)
- 키즈모노가타리 (오시노 시노부)

2018년
- 소드 아트 온라인 앨리시제이션 (어드미니스트레이터)

2019년
- 앙상블 스타즈! (안즈)
- 귀멸의 칼날 (타마요)

2020년
- 불꽃 소방대 2장 (신라 쿠사카베) : 유년기
- Re:제로부터 시작하는 이세계 생활 (에키드나)

2021년
- Re:제로부터 시작하는 이세계 생활 2쿨 (에키드나)

### OVA
- 진 구세주전설 북두의 권(린)
- 톱을 노려라2!（라르크)
- 츠바사 크로니클 ~ 춘뢰기 ~ (토모요 공주)
- 헬싱(리프 반 윙클-마탄의 사수)

### 극장판
- 공각기동대 (쿠사나기 모토코·소녀체)
- 극장판 공의 경계 (료우기 시키)
- 극장판 에스카플로네 (칸자키 히토미)
- 극장판 츠바사 크로니클 새장 나라의 공주님（토모요 공주）
- 더 퍼스트 슬램덩크
- 극장판 카드캡터 사쿠라 봉인된 카드 (「무」의 카드)
- 라제폰 다원변주곡 (미시마 하루카/카미나 레이카)
- 톱을 노려라! & 톱을 노려라2! 합체극장판!!(라르크)
- 신세기 에반게리온 신극장판: 파(마키나미 마리 일러스트리어스)
- 신세기 에반게리온 신극장판: Q(마키나미 마리 일러스트리어스)
- 철권 블러드 벤젠스 (링 샤오유)
- 공각기동대 Arise (극장판) (쿠사나기 모토코)
- 키즈모노가타리 II 열혈편 (키스샷 아세롤라오리온 / 언더 블레이드)
- 키즈모노가타리 III 냉혈편 (키스샷 아세롤라오리온 / 언더 블레이드)
- 흑집사: 북 오브 더 아틀란틱 (시엘 팬텀하이브)
- 극장판 일곱 개의 대죄: 천공의 포로 (멀린)
- 사이다처럼 말이 톡톡 솟아올라 (마리아)
- 기동전사 건담 SEED FREEDOM (루나마리아 호크)
- 인사이드 아웃 2 (따분)
- 극장판 프리큐어 올스타즈 F (큐어 슈프림)
- 호비와 마법의 카네이션

### 게임
- 파이널 판타지 VII : Advent Chilren (에어리스 게인즈볼)
- 파이널 판타지 XIII : 라이트닝
- 기동전사 건담 SEED DESTINY 시리즈 (루나마리아 호크)
- 라제폰 창궁환상곡 (미시마 레이카)
- 오카에릿! ~저녁노을빛 사랑이야기~ (시노하라 나기사)
- 아머드 코어4 (피오나 에르네페르트)
- 슈퍼 로봇대전 MX (미시마 레이카)
- 슈퍼 로봇대전 Scramble Commander the 2nd (루나마리아 호크)
- 철권 태그 토너먼트 2 : 링 샤오유
- Dead or Alive 시리즈 : 리사

1998년
- 판타스틱 포츈(후지와라 메이)

1999년
- 북으로. ~White Illumination~(타냐 리빈스키)

2000년
- 카논 (아마노 미시오)

2002년
- 킹덤 하츠 (에어리스 게인즈볼)

2005년
- 킹덤 하츠 2 (에어리스 게인즈볼)

2006년
- 쟌 다르크 (쟌느)
- 페르소나3 (아이기스)

2007년
- 오란고교 호스트부 (후지오카 하루히)
- 크라이시스 코어 파이널 판타지VII (에어리스 게인즈볼)
- 페르소나3 -FES-(아이기스)

2008년
- 월드 디스트럭션 (몰테 아셰라)
- 환상수호전 티어크라이스 (마리카, 마리카?)

2009년
- 파이널 판타지 XIII (라이트닝)

2011년
- 디시디아 듀오데심 파이널 판타지 (라이트닝)

### 뮤직비디오
1999년
- 클로버 (수우)

### 드라마CD
- 각의 대지 (에스트)
- 명탐정 로키 (다이도지 마유라)
- 아넨엘베의 하루 (료우기 시키)
- 오란고교 호스트부 (후지오카 하루히)
- 천공의 에스카플로네 시리즈 (칸자키 히토미)
- 라군엔진 (호스이 아야토)
- 카논 (아마노 미시오)

### 외화/외국 드라마
- 고질라 X 콩: 뉴 엠파이어 (아일린 앤드류스(레베카 홀))
- 주몽 (소서노 (한혜진))
- 찬란한 유산 (고은성(한효주))

### 무대/뮤지컬
- 레 미제라블 (에포닌)
- 키다리 아저씨 (주디 애버트)

## 음반 목록

### 싱글
- 約束はいらない(약속은 필요없어) (1996년 4월 24일)

TV 애니메이션 '천공의 에스카플로네'의 여는 노래.
- Gift (1997년 9월 22일)

TV 애니메이션 'CLAMP학원탐정단'의 닫는 노래.
- 奇跡の海(기적의 바다) (1998년 4월 22일)

TV 애니메이션 '로도스도 전기-영웅기사전-'의 여는 노래.
- 走る(달리기) (1998년 11월 21일)
- プラチナ(Platina, 플라티나) (1999년 10월 21일)

TV 애니메이션 '카드캡터 사쿠라' 3기의 여는 노래.
- 指輪(반지) (2000년 6월 21일)

극장용 애니메이션 '극장판 에스카플로네' 주제가.
- しっぽのうた(꼬리의 노래) (2000년 8월 23일)

드림캐스트용 게임 소프트 '네플 테일'(Napple Tale) 주제가.
- マメシバ(마메시바) (2000년 12월 16일)

TV 애니메이션 '지구소녀 아르주나'의 닫는 노래.
- ヘミソフィア(Hemisphere, 헤미스피어) (2002년 2월 21일)

TV 애니메이션 '라제폰'의 여는 노래.
- gravity (2003년 2월 21일)

TV 애니메이션 'WOLF'S RAIN'의 여는 노래.
- tune the rainbow (2003년 4월 2일)

극장용 애니메이션 '라제폰 다원변주곡'의 주제가.
- ループ(루프) (2005년 5월 11일)

TV 애니메이션 '츠바사 크로니클'의 첫 번째 닫는 노래.
- 風待ちジェット/スピカ(바람을 기다리는 제트/스피카) (2006년 6월 14일)

각기 '츠바사 크로니클'의 두 번째 닫는 노래(바람을 기다리는 제트)와 삽입곡(스피카).
- さいごの果実(마지막 열매) (2007년 11월 21일)

OVA '츠바사 TOKYO REVELATIONS'의 닫는 노래.
- Triangler (2008년 4월 23일)

TV 애니메이션 '마크로스 프론티어'의 여는노래.
- 雨が降る(2008년 10월 29일)

TV 애니메이션 '강철의 라인배럴'의 닫는 노래.
- Magic Number(2009년 11월 11일)

TV 애니메이션 '코바토'의 여는노래.
- DOWN TOWN / やさしさに包まれたなら(2010년 10월 20일)

TV 애니메이션 '그래도 마을은 돌아간다'의 여는노래.
- Buddy(2011년 10월 19일)

TV 애니메이션 '라스트 엑자일 은빛 날개의 팜'의 여는노래.
- おかえりなさい(2011년 10월 26일)

TV 애니메이션 '타마유라 ~히토토세~'의 여는노래.
- モアザンワーズ (2012년 7월 25일)

OVA '코드 기아스 망국의 아키토'의 주제곡.
- はじまりの海 (2013년 7월 31일)

TV 애니메이션 '타마유라 ~모어그레시브~'의 여는노래.
- SAVED./Be mine! (2014년 2월 5일)

SAVED - TV 애니메이션 '이나리, 콩콩, 사랑의 첫걸음~'의 닫는노래.
Be mine! - TV 애니메이션 '세계정복 ~모략의 즈베즈다~'의 여는노래.

### 앨범

#### 오리지널 앨범
- Grapefruit(グレープフルーツ, 그레이프프루트) (1997년 4월 23일)
- DIVE (1998년 12월 14일)
- Lucy (2001년 3월 28일)
- 少年アリス(소년 앨리스) (2003년 12월 10일)
- 夕凪LOOP(저녁뜸 LOOP) (2005년 10월 26일)
- かぜよみ (2009년 1월 14일)
- you can't catch me (2011년 1월 12일)
- Driving in the Silence (2011년 11월 9일)
- シンガーソングライター (2013년 3월 27일)
- Follow me up ([2015년]] 9월 30일)

#### 미니 앨범
- Easy Listening(イージーリスニング, 이지 리스닝) (2001년 8월 8일)
- 30minutes night flight(30분간의 야간 비행) (2007년 3월 21일)

#### 베스트 앨범
- シングルコレクション+ ハチポチ(싱글 콜렉션+ 하치포치) (1999년 12월 16일)
- シングルコレクション+ ニコパチ(싱글 콜렉션+ 니코파치) (2003년 7월 30일)
- everywhere (2010년 3월 31일)
- シングルコレクション＋ ミツバチ(싱글 콜렉션+ 미츠바치) (2012년 11월 14일)

### 사운드 트랙/컴필레이션
- 《CLAMP학원탐정단》MINI SOUND TRACK
- NHK연속드라마 한밤중의 다른 얼굴~23시의 음악~(〈Kissing the christmas killer〉〈Trust me〉〈ファド〉수록)
- 오미시 마법극장 리프티☆세이프티 ~아!사운드 트랙~(〈夜明けの風ききながら〉수록)
- ARJUNA ONNA NO MINATO(〈サンクチュアリ〉〈さいごのマメシバ〉수록)
- WOLF'S RAIN O.S.T.2(〈cloud9〉〈Tell me what the rain knows〉수록)
- 황야의 메다로트(〈夢色ロリポップ〉수록)
- Napple Tale 오리지널 사운드 트랙 クVol.1 괴수도감 〈春のペタル〉〈夏のペタル〉〈秋のペタル〉〈冬のペタル〉〈すすむとき〉〈Dream in a pie〉〈もどるとき〉수록)
- OVA《CLAMP IN WONDERLAND 1&2》주제가 컬렉션 <PRECIOUS SONGS> (2007년 10월 24일)

## 기타 사항
- 사카모토 마아야 만월 낭독관 (2010년 9월 23일, 10월 23일, 11월 22일, 12월 21일, 세이카이샤(星海社) 웹사이트 《최전선》)